# Gotland Ring
Gotland Ring är en motorbana vid Storugns på norra Gotland, öppnad 2003.
Banan är skapad av Alec Arho-Havrén och är inspirerad av Nürburgring. Den äldre delen, Nordslingan, är cirka 3,2 kilometer lång och totalt, efter att en ny del, Sydslingan, öppnats i maj 2021, är hela banan cirka 7,3 kilometer lång. Banans topografi varierar mellan kalkbrott, hällmark och skog. Gotland Ring har en höjdskillnad på 30 meter. Banan kallas bland entusiaster Ringen. 
Banan har ett fokus på återvunna material och klimatsmarta energikällor för en mer hållbar utveckling inom racing.
Gotland Ring är förutom en motorbana ett aktivitets- och forskningscentrum med fokus på trafikelekrifiering.[källa behövs] Trafiksäkerhet och miljöteknik är de två största aktivitetsområdena för anläggningen.[källa behövs] Företagsevenemang, internationella lanseringar av nya bilmodeller, testverksamhet och miljörelaterade utbildningar tillhör också verksamheten på anläggningen. Gotland Green Business Campus med pilotanläggning för Smart Energy road and Traffic System (SERTS) planeras anläggas på Gotland Ring.[när?][källa behövs] Även en eldriven racingbil ska utvecklas och testas på Gotland Ring.[när?][källa behövs]
Publika evenemang blev aktuella från och med sommaren 2009 då tävlingsverksamheten började. FIA-inspektionen utfördes av SBF i juni 2009. Banan lämpar sig för många olika typer av internationell racing.
Under World Ecological Forum 2010 stod banan värd för bilindustrins uppvisning av nya teknologier. Då visades även eGrand Prix elmotorcyklar för tävlingsbruk upp och testkördes.